# 비니 단젤로
비니 단젤로(영어: Vinnie D'Angelo, 1977년 12월 10일 ~ )는 미국의  포르노 배우로, 주로 게이 분야에서 활동한다. 독일의 포르노 배우 로건 매크리와 오래 교제하였다.